# بریتا سیگورنی
بریتا سیگورنی (انگلیسی: Brita Sigourney؛ زادهٔ ۱۷ ژانویهٔ ۱۹۹۰) ورزشکار اسکی نمایشی اهل ایالات متحده آمریکا است.
وی در مسابقات کشوری و بین‌المللی در مجموع برندهٔ ۲ مدال نقره، ۴ مدال برنز شده‌است.

### حرفه
او در مدرسه سانتا کاتالینا در مونتری کالیفرنیا تحصیل کرد و بعداً به دانشگاه کالیفرنیا، دیویس رفت و در آنجا واترپلو بازی کرد. او در حرفه خود به عنوان یک اسکی باز سبک آزاد در پارک سیتی، یوتا آموزش دید. او یک مدال نقره در سوپرپایپ در 15 امین بازی های زمستانی ایکس در سال 2011 به دست آورد و سپس در سال 2012  مدال برنز کسب کرد. او در المپیک زمستانی 2014 و 2018 شرکت کرده و در سال 2014 رتبه ششم را به دست آورده است. او در المپیک 2018 در 19 فوریه 2018 با امتیاز 91.6 به مدال برنز دست یافت که در سومین دور به این مدال دست یافت.  او با رقیب خود آنالیسا درو دوست خوبی بود و از اینکه در رقابت بر سر مدال برنز، از او جلو زد ناراحت بود.  او یک برنز دیگر را در مسابقات قهرمانی جهانی اسکی و اسنوبورد آزاد FIS 2019 – هاف پایپ اسکی زنان به دست آورد.